# Castello di Corigliano Calabro
Das Castello di Corigliano Calabro ist eine Festung aus dem 11. Jahrhundert in Corigliano Calabro, einem Teil der Gemeinde Corigliano-Rossano in der italienischen Region Kalabrien. Sie wurde als „eine der schönsten und besterhaltenen Burgen in Süditalien“ bezeichnet.
Die Burg ist seit 1927 ein Nationaldenkmal und wurde zu einem historisch-künstlerisch-kulturellen Museum. Das Obergeschoss der Burg wird für Gemälde- und Fotoausstellungen, Konferenzen und andere Veranstaltungen genutzt.

## Geschichte

### Ursprünge

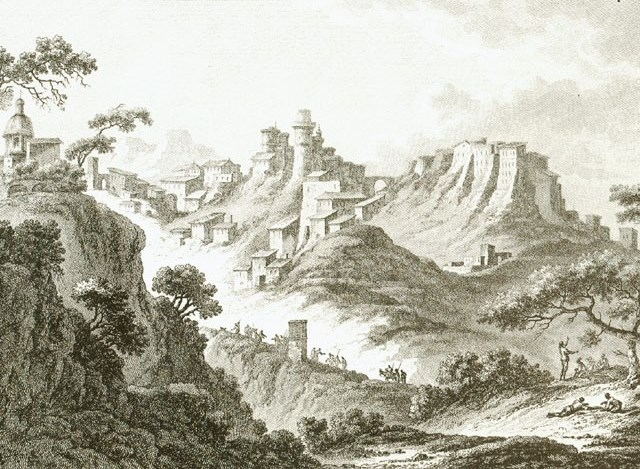
Normannischer Turm aus dem Jahre 1073

Der Ursprung der Burg von Corigliano Calabro ist mit der Figur von Robert Guiskard (Roberto d’Altavilla), dem normannischen Condottiere von riesenhaften Aussehen, verbunden. Laut seinem Biographen Gaufredus Malaterra war er es, der 1073 den Bau einer Festung bei Rossano im Zuge des Aufbaus einer Verteidigungslinie im Cratital zwischen 1064 und 1080 anordnete. Rossano war damals stark von Religiosität und byzantinischer Kultur durchdrungen und Episoden der Rebellion gegen die neuen Eroberer waren häufig. Das benachbarte Corigliano, das nur eine kleine Siedlung, die auf einem Hügel namens „Del Serratore“ thronte, war, hätte davon beeinflusst werden können und Robert Guiskard wollte dieses Risiko nicht eingehen. Daher die Entscheidung, eine Burg erbauen zu lassen, die der normannischen Tradition nach weniger das Ziel hatte, das Territorium vor Gefahren von außen zu schützen, sondern eher, die Gemeinschaft das Gewicht der herrschaftlichen Macht spüren zu lassen.
Der erste Herr des Castello di Corigliano Calabro war ein Vasall Robert Guiskards, Framundo, der aus L’Oudon in Frankreich kam und dem dann sein Bruder Rinaldo und später sein Neffe Guglielmo nachfolgten.
Die Garnison des Castello di Corigliano Calabro zusammen mit der des Castello di San Mauro, das auf Klöstern errichtet war, gewährte Kaiser Friedrich II. dem Erzbischof Cicala in Fideikommiss.

### Die Sanseverinos

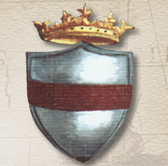
Familienwappen der Sanseverinos

Nach einem Jahrhundert Bauzeit der Festung gewährte der König Tankred von Lecce 1192 Corigliano Calabro und all seine Territorien Ruggero Sanseverino aus Bisignano als Lehen. Die Sanseverinos, die zu einer der reichsten und mächtigsten Familien des Königreichs Neapel werden sollten, behielten ihre Macht über Corigliano Calabro bis 1616.
Es war Roberto Sanseverino, Graf von Corigliano, der zwischen 1339 und 1361 Eingriffe veranlasste, die das Aussehen der Burg radikal zu verändern begannen, sodass das einfache, militärische Bild gemildert wurde und die Burg teilweise für die Aufnahme von Familienmitgliedern während ihres Aufenthaltes in Corigliano geeignet machten. Aus dieser Zeit stammt der Umbau im Inneren des Südflügels des Gebäudes zu einigen bedeutenden und bequemen Herrenzimmern. Geronimo Savseverino, der um 1447 geboren wurde, wurde 1472 Conte di Corigliano. Er war eine ambivalente Persönlichkeit von schwachem Charakter, beeinflusst von Antonello Sanseverino, dem Prinzen von Salerno, seinem Verwandten, und nahm an der sogenannten „Verschwörung der Barone“ teil, die 1485 gegen Ferdinand I. von Aragón angezettelt wurde.
Die Revolte scheiterte und zwei Jahre später, im Juli 1487, wurde Geronimo Sanseverino zusammen mit anderen Baronen aus dem Süden wegen Hochverrats verhaftet und in den Gefängnissen von Castelnuovo eingesperrt, wo er starb. Seiner Gattin, Giovanna Gaetani, gelang es nur dank einer abenteuerlichen Flucht ins französische Exil, sich zu retten. Geronimo Sanseverino wurden auch alle seine Besitzungen konfisziert, einschließlich dem Castello di Corigliano Calabro, das dem Kommandanten von Castrovilla, Sansonetto Musitano, anvertraut wurde.
Nach diesen schwerwiegenden Ereignissen war der König aus dem Haus Aragón umso mehr von der Notwendigkeit der sich bereits in Durchführung befindenden Stärkung des Verteidigungs- und Unterdrückungssystems des Königreiches überzeugt, mit besonderem Augenmerk auf die Festungen, die Türme und die Burgen. Der Sohn von Ferdinand, Alfons, Herzog von Kalabrien und später König von Neapel, führte vom 2. Januar bis zum 22. April 1489 eine Inspektionsreise durch Kalabrien durch, begleitet vom Architekten Antonio Marchesi da Settignano, einem Schüler von Francesco di Giorgio Martini, dem größten Militärarchitekten seiner Zeit. Die große königliche Partie weilte von 20. bis zum 22. März in Corigliano Calabro und bei dieser Gelegenheit beschloss man Umbau- und Reparaturarbeiten, die dem Castello di Corigliano Calabro sein charakteristisches, „aragónesisches“ Gepräge verliehen: Der mächtige Bergfried wurde mit der Burg durch eine Zugbrücke verbunden, der Burggraben, auf dem die Anschrägungen der Türme ruhten, von denen drei kleiner und in die viereckige Struktur eingelassen waren, wurde verbreitert und vertieft; auch wurde die Hauptzugbrücke verstärkt, die durch ein Ravelin, ein kleines Gebäude, das zur Verteidigung der Brücke nötig war, geschützt war. Die Arbeiten wurden 1490 abgeschlossen.
Nach der siegreichen Eroberung des Königreichs Neapel durch den französischen König Karl VIII. wurden den Sanseverinos ihre Ferdinand von Aragón nach der berühmten Verschwörung der Barone konfiszierten Güter (die Grafschaft und die Burg von Corigliano Calabro) am 1. Mai 1495 zurückgegeben. Es war Bernardino Sanseverino, der erstgeborene Sohn von Geronimo, der vom königlichen Dekret der Rückgabe der Güter profitierte. Anfang des 16. Jahrhunderts begann für Corigliano Calabro eine Zeit konstanten Bevölkerungswachstums.

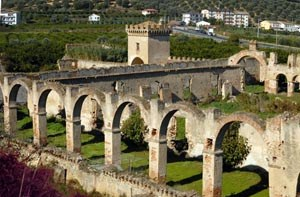
Castello di San Mauro, Corigliano

Pietro Antonio Sanseverino ging wegen seiner außergewöhnlichen Verschwendungssucht in die Geschichte ein. Ihm und seiner Gattin, Elena Kastrioti, der Großnichte des albanischen Helden Georg Kastrioti „Skanderbeg“, ist der Empfang des Kaisers Karl V. von Habsburg auf seiner Rückkehr vom Tunisfeldzug von 9. bis 12. November 1535 auf dem Castello di San Mauro zu verdanken.
1538 richtete der fürchterliche Pirat Barbarossa im Zuge einer seiner Überfälle in Kalabrien auf der Suche nach Sklaven und Reichtümern seinen Angriff auf Corigliano. Die Bewohner von Corigliano waren nach einem fruchtlosen Widerstand an dem Punkt, aufzugeben, als Pietro Antonio Sanseverino, der 16. Graf von Corigliano, die Information durchsickern ließ, dass einer seiner Diener vom Heiligen Franz von Paola geträumt hätte, der einen sicheren Sieg gegen die fremden Eindringlinge vorausgesagt hätte. Durch diese Vorhersage versichert, versammelten sich die Bürger in der Burg um die Tore der Stadtmauer und es gelang ihnen nach einem anstrengenden Widerstand, die Korsaren unter der Führung von Barbarossa zu besiegen.
Um 1540 ließ Pietro Antonio Sanseverino nach teilweisem Abriss und teilweisem Umbau des teilweisen Überbaus, den sein Vorfahr Roberto Sanseverino hatte anbauen lassen, auf Initiative seiner zweiten Gattin, Elena Kastrioti größere und verschwenderischere Räume bauen. Nach seinem Tod 1559 hinterließ Pietro Antonio Sanseverino ein stark schuldenbelastetes Erbe. Nicola Bernardino Sanseverino, der ihm nachfolgte, gelang es nicht, wieder Ordnung in die Finanzen zu bringen. Er verschwendete weiterhin ohne jede Bescheidenheit und verschleuderte das Familienvermögen mit vollen Händen bis zu seinem Tod 1606 in Neapel.

### Die Saluzzos

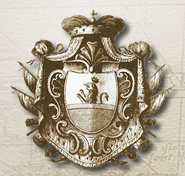
Wappen der Familie Saluzzo

1616 wurde das Lehen von Corigliano und San Mauro, das größte des Hauses Sanseverino, das bereits vom Königshaus wegen ausstehender Schulden konfisziert worden war, zum Verkauf angeboten, um wenigstens einen Teil der ungeheuren Schulden zu begleichen.
Die Käufer waren die Barone Agostino und Giovan Filippo Saluzzo, die Söhne des reichen Kaufmanns Giacomo Saluzzo aus Genua, die, jeder für seine Hälfte, die Gesamtsumme von 315.000 Dukaten bezahlten. Der Kauf wurde von einem Strohmann, Vincenzo Capece, durchgeführt, um das „Vallimento“ zu vermeiden, eine Steuer, die Ausländer, die Eigentümer eines Lehens im Königreich Neapel wurden, an den königlichen Hof zahlen mussten.
Den neuen Lehensherren gelang es nicht, den Verfall und die fortschreitende Verarmung der Gegend aufzuhalten. Die sumpfigen Gebiete in der Ebene nahmen zu, die Malaria wütete weiter, während die übermäßige, steuerliche Ausbeutung durch die Spanier Unzufriedenheit und soziale Unruhen verursachte.
1647 versammelte sich die Bevölkerung von Corigliano in Waffen um die Burg, der feudalen Macht der Saluzzos müde, die besonders lästig und habgierig geworden waren. Es war am 18. Juli, nur knapp einen Tag nach dem Beginn der Rivolte gegen die Spanier, die in Cosenza ausgebrochen war, und zehn Tage nach dem Ausbruch der Revolution in Neapel, die von Masaniello angeführt wurde. Grund war die Ablehnung des Gouverneurs der Stadt, ein vizekönigliches Dekret anzuwenden, das die Steuer auf Mehl abschaffte. An die Spitze des Aufstandes setzte sich der Bürgermeister von Corigliano, Alessandro Mezzotero, flankiert von den örtlichen Adligen, die damit einen zu teuer gewordenen Feudalherrn loszuwerden hofften. Der Protest hatte Erfolg und der Gouverneur unterzeichnete drei Tage später das Statut, mit dem er unter anderem die Veruntreuung von öffentlichem und privatem Vermögen durch den Lehensherrn anerkannte und die Gewerbefreiheit und die wirtschaftliche Initiative garantierte. Aber Agostino II. Saluzzo, der in Corigliano festgehalten wurde, weigerte sich, die Vereinbarung zu unterzeichnen. Eine neue Welle der Unruhe änderte dann der Charakter der Revolte, sodass die Volksfraktion unter der Führung von Pompeo Perrone die Kontrolle über die Stadt erlangte. Saluzzo verbarrikadierte sich in der Burg und es gelang ihm, einige Monate lang zu widerstehen, auch als er lange Zeit von den rebellischen, republikanischen Truppen unter der Führung von Marcello Tosardo angegriffen und belagert wurde.
Nach diesen Vorkommnissen gewährte König Philipp IV. von Spanien Agostino II. und seinen Nachfolgern den Fürstentitel über das Gebiet von Corigliano, beeindruckt von der Loyalität, die dieser der spanischen Sache gegenüber gezeigt hatte.

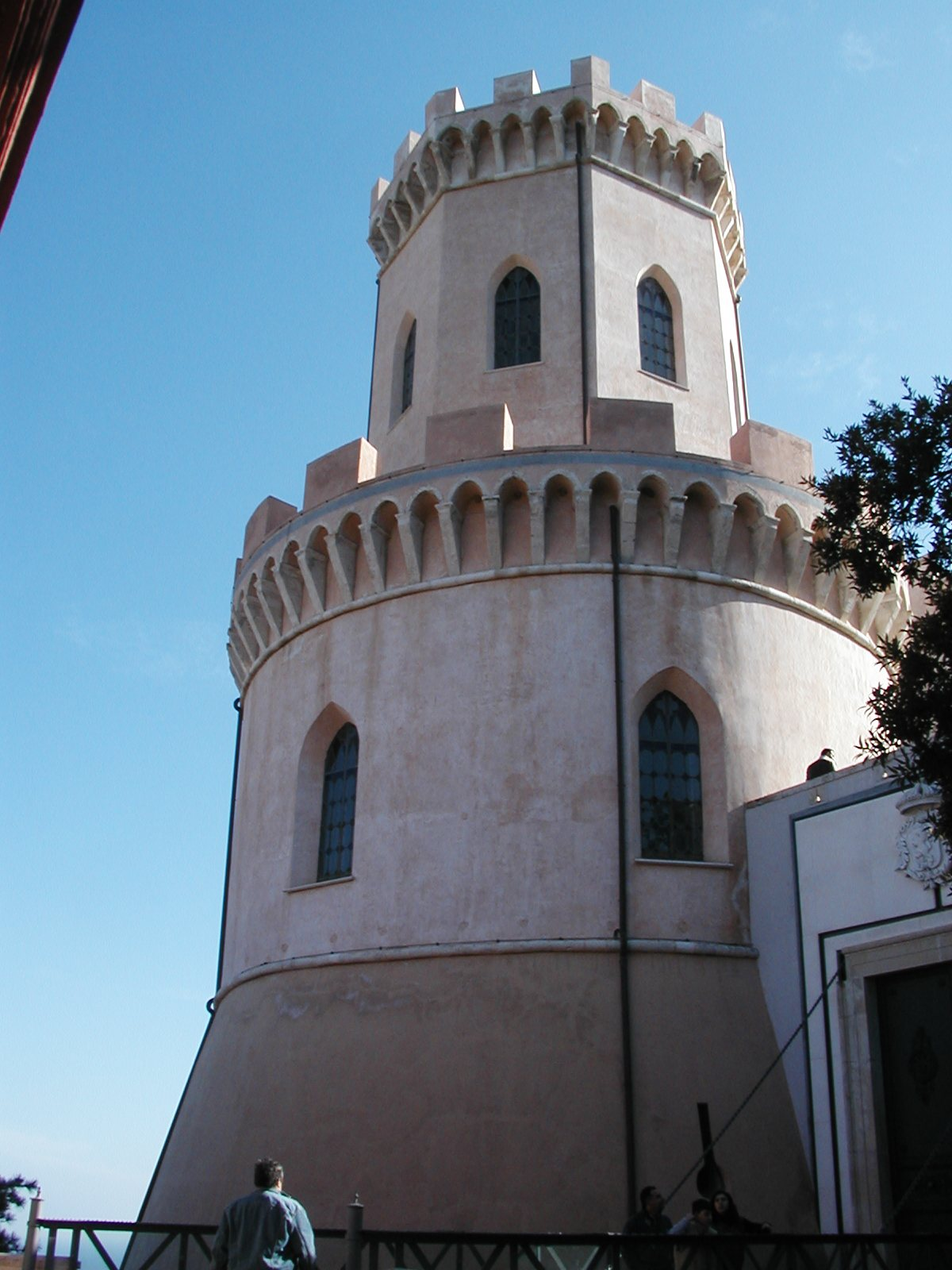
Der ursprüngliche Turm der Burg

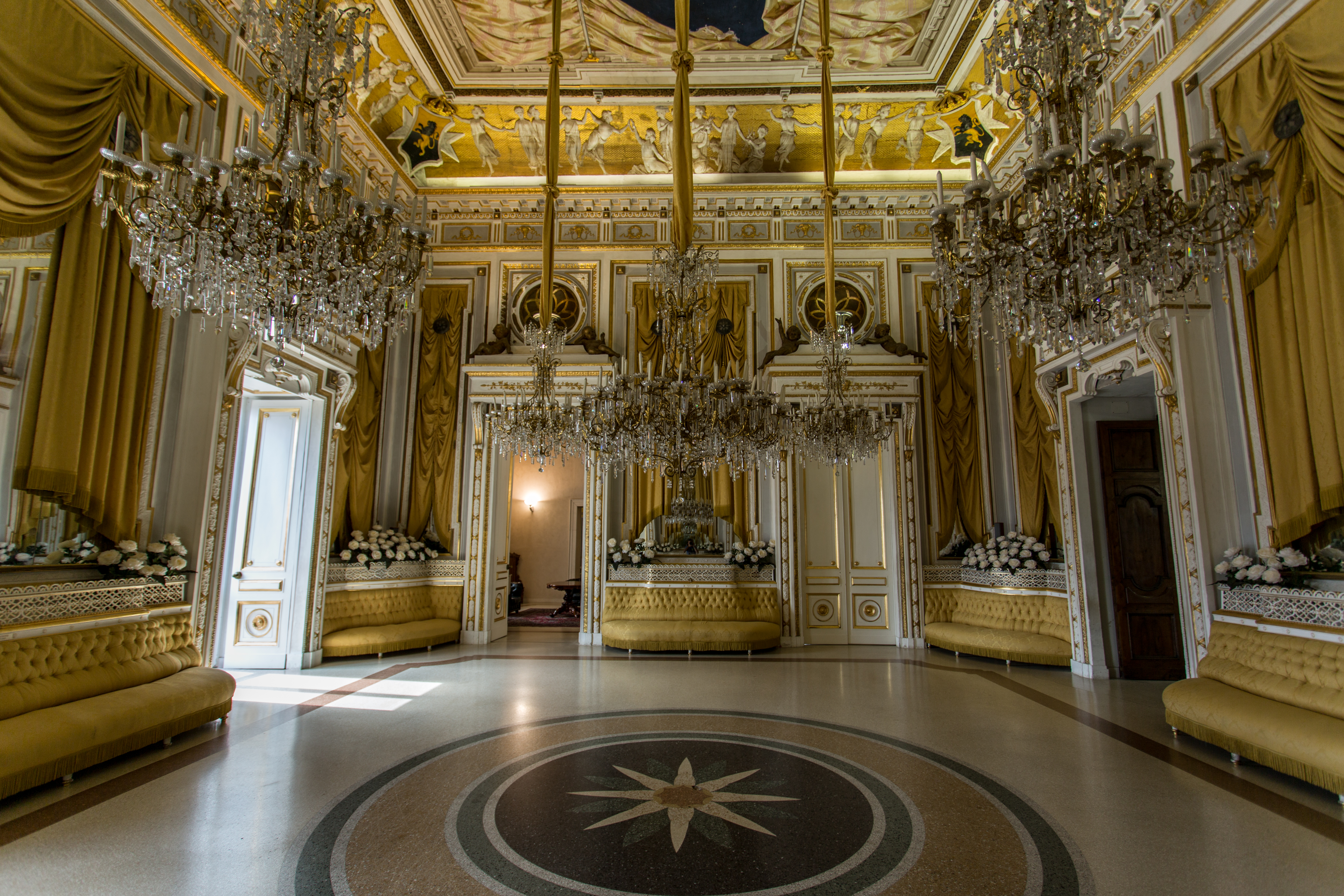
Spiegelsalon

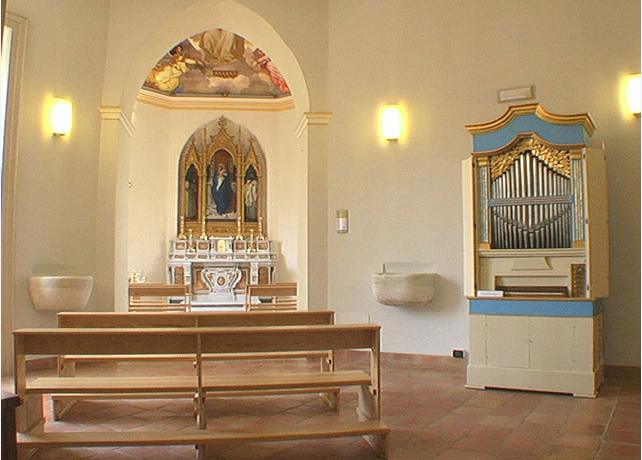
Kapelle des Heiligen Augustinus

Es waren die Saluzzos, die das Aussehen der mächtigen Burg von Grund auf verändern und verbessern ließen, sodass sie bald zu ihrer Wohnstatt wurde. Auf sie sind die Arbeiten zum Bau des achteckigen Türmchens zurückzuführen, das den Bergfried überragt, ebenso wie der Umbau des Innenhofes durch den Einbau von zwei Treppenzugangsrampen, die Neuanordnung und die Ausschmückung zahlreicher Innenräume und der Anbau des breiten Balkons an die Fassade, mit dem der Spiegelsalon versehen wurde. Von diesem Balkon aus kann man über zwei eiserne Stufen zu einer Terrasse hinaufsteigen, die auf dem Dach eines ausgerüsteten und funktionsfähigen Stallgebäudes liegt.
Agostino II. ist auch der Bau der Kapelle zu verdanken, die dem Heiligen Augustinus geweiht, mit wertvollen Möbeln und Kunstwerken bereichert ist und amtiert werden sollte, wie er es in seinem Testament geschrieben hinterlassen hat.
Im 18. Jahrhundert verbesserte sich die wirtschaftliche Situation der Gegend. Die Saluzzos ließen umfangreiche Rekultivierungsarbeiten durchführen, investierten entschieden in die Entwicklung des großen Landgutes, kurbelten den Handel mit Getreide und Öl an und
konzentrierten sich auf die Herstellung von Teigwaren und Lakritze.

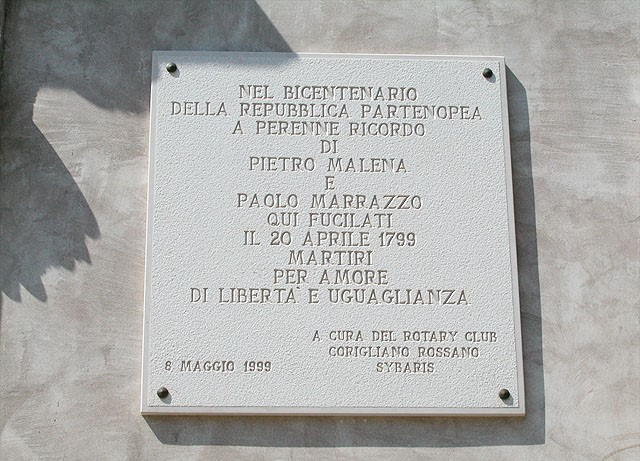
Tafel zum Gedenken an Pietro Malena und Vincenzo Marrazzo, die auf dem Platz vor der Burg erschossen wurden

Die Ereignisse von 1799 und ihre Folgen, die mit der französischen Vorherrschaft im Königreich Neapel verbunden waren, hatten auch für Corigliano große Auswirkungen. Die Saluzzos wurden eingesperrt.
Im April 1799 traf der Kardinal Fabrizio Ruffo an der Spitze der sanfedischen Armee, die Ferdinand IV. de Bourbon auf den Thron zurückbringen sollten, in Corigliano ein und richtete sein Hauptquartier in der Burg ein. Dort wurden zahlreiche Unterstützer inhaftiert und nach einem Sammelgerichtsverfahren wurden Pietro Malena und Vincenzo Marrazzo aus Rossana am Waffenplatz füsiliert.
Am 1. August 1806 gewährte Corigliano den Truppen des französischen Generals Reyner, die sich auf dem Rückzug befanden, Hilfen und Lebensmittel und wurde aus diesem Grunde angegriffen und brutal geplündert. Drei Jahre später war die Gegend unter französischer Kontrolle befriedet und deren Garnison fest in der Burg untergebracht. Damals schrieb einer der französischen Offiziere: „(...) Die Burg hat einen quadratischen Grundriss, ist von mächtigen Türmen flankiert und von einem breiten Graben, der in den Fels gemeißelt wurde, umgeben. Dorthin gelangt man über eine Zugbrücke, was die Burg zu einer kleinen Zitadelle macht. Offiziere und Mannschaften haben dort ein bequemes Quartier gefunden. Unsere Schlafräume befinden sich unter einer großartigen Terrasse, von wo aus man eines der schönsten Panoramablicke hat, die Italien zu bieten hat (...)“.
Für die Saluzzos war die Abschaffung des Lehenswesens durch die Franzosen der Gnadenstoß im Vergleich zu einer wirtschaftlichen Situation, die Ende des 18. Jahrhunderts immer gravierender geworden war.

### Die Compagnas

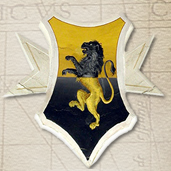
Wappen der Familie Compagna

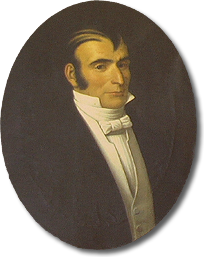
Baron Giuseppe Compagna

1822 waren die Saluzzos gezwungen, all ihre Besitzungen an Don Giuseppe Compagna (1780–1834) abzugeben, der zwar in Corigliano geboren war, aber von den Longobuccos, Baronen von Cocoruzzo und Rocca d’Evandro abstammte. Als skrupelloser und geschickter Geschäftsmann gelang es Compagna, den großen Grundbesitz, den die Gesetze gegen das Lehenswesen von 1806–1808 aufgesplittert hatten, wieder zusammenzuführen.
Den Kauf der Burg schloss Compagna 1828 ab und sein Sohn Luigi (1828–1880) ließ dort die letzten, definitiven Veränderungen anbringen, als er dort seinen Wohnsitz einrichtete.
Indem er einen Teil des großen Platzes nutzte, ließ er die drei Seiten des Gebäudes fertigstellen, wobei die Kirche des Heiligen Augustinus integriert wurde, die bis dahin von der Burg getrennt war, und ein zweites Wohngeschoss aufgebaut wurde. Aus diesen Erweiterungen resultierte auch ein breiter, ernster Korridor vor dem Spiegelsalon. Die Nordseite des Burggrabens wurde an die Gemeinde abgegeben, die ihn einebnete und an seiner Stelle eine Straße bauen ließ, die heutige Via Tricarico. Auch der große Stall wurde abgerissen und auf der anderen Seite des Burggraben entstand ein kleines Landhaus namens Villa Compagna, reich an seltenen Blumen und exotischen Pflanzen und Tieren. Das Obergeschoss des Ravelins wurde umgebaut und dort die Verwaltung des Hauses Compagna eingerichtet.

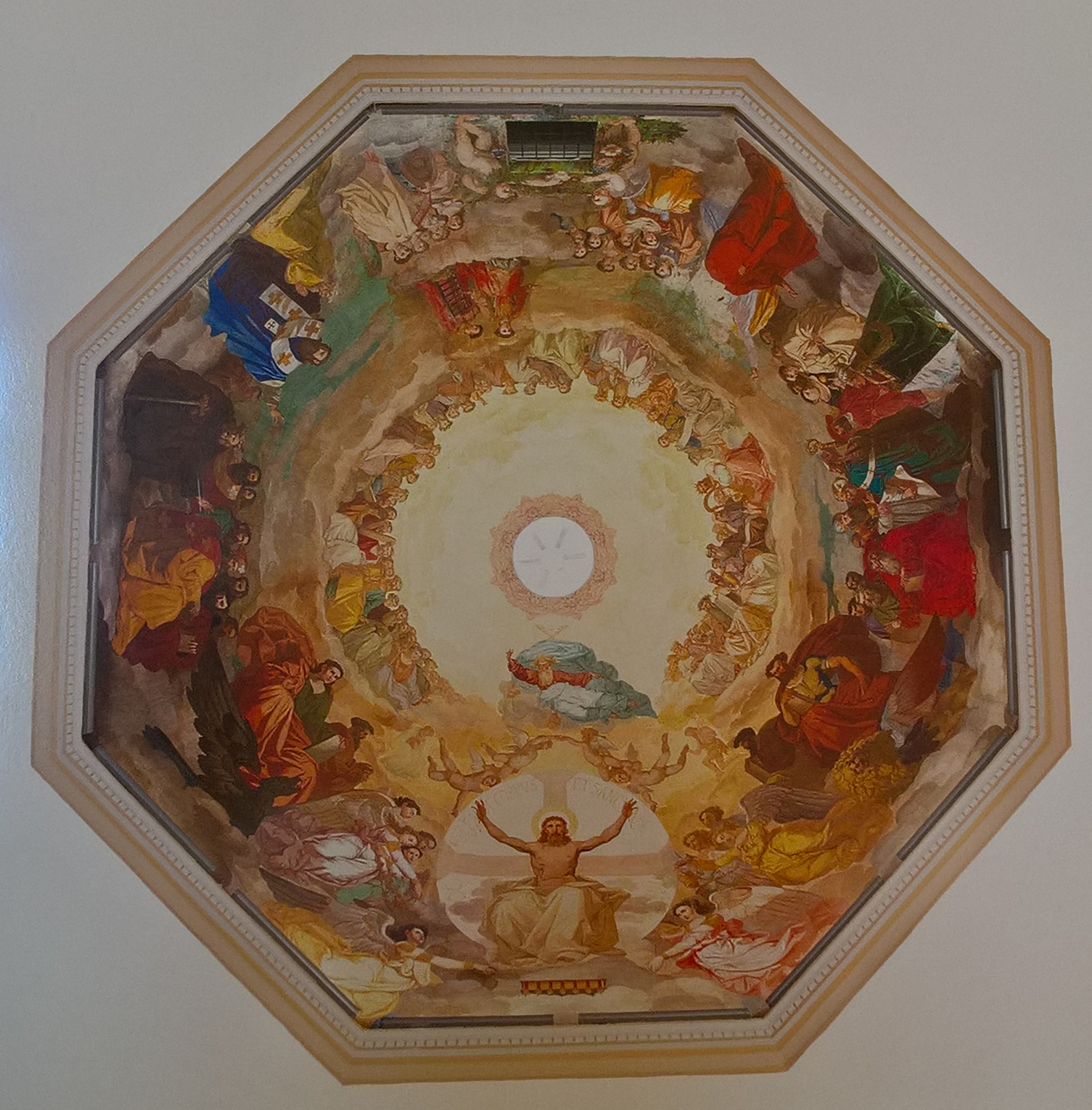
Fresko von Girolamo Varna in der Kuppel der Kapelle des Heiligen Augustinus mit dem Titel „Der Triumph des Glaubens“

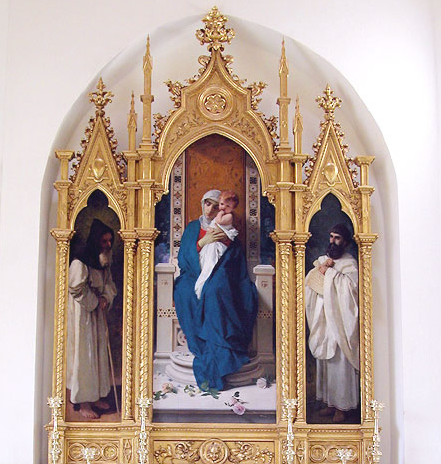
Triptychon der „Madonna der Rosen, flankiert vom Heiligen Augustinus und dem heiligen Abt Antonius“ von Domenico Morelli in der Kirche des Heiligen Augustinus

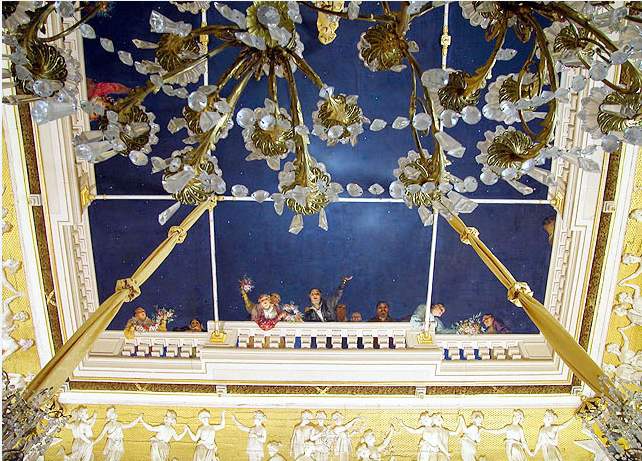
Die „Bühne des Lebens“ von Ignazio Perricci an der Decke des Spiegelsalons

Schließlich rief Luigi Compagna, ein bedeutender Geschäftsmann und Politiker erster Ordnung, bedeutende Künstler der damaligen Zeit, um der Burg den letzten Glanz zu verleihen: Domenico Morelli, Ignazio Perricci und Girolamo Varni.
Von 1866 bis 1872 führte Varni die Fresken an der Kuppel der Kapelle des Heiligen Augustinus und die in den verschiedenen Stockwerken des Bergfrieds aus. Einige von Varnis Dekorationen, von denen einige verlorengegangen sind (z. B. im Venussaal, im Apollosaal, im Speisesaal und im Wappensaal), stechen durch ihre thematische Komplexität und ihren bedeutenden künstlerischen Wert hervor. Das Fresko in der Kapelle des Heiligen Augustinus zeigt einen glorifizierten Christus, umgeben von männlichen und weiblichen Heiligen, Patriarchen und Doktoren der griechischen und römischen Kirche. Die Fresken im Bergfried spiegeln den Ehrgeiz, die nationalistische Beredsamkeit nach der Vereinigung Italiens durch die Auswahl literarischer und mythologischer Themen darzustellen. Teilweise sichtbar blieben die Fresken des Wehrgangs im Garten des Burggrabens.
Zwischen 1869 und 1872 beauftragte ebendieser Luigi Compagna Domenico Morelli, den berühmtesten Maler des 19. Jahrhunderts in Neapel mit dem Gemälde der „Madonna der Rosen, flankiert vom Heiligen Augustinus und dem heiligen Abt Antonius“ zum Preis von 23.000 Lire.
1872 dekorierte Ignazio Perricci aus Monopoli den Spiegelsalon, ein Meisterwerk der dekorativen Kunst des neapolitanischen Barock. An der Decke, deren Fresko mit Trompe-l’œil-Effekten versehen ist, also einer Perspektive, die zu einem Sternenhimmel hin geöffnet ist, dominiert das Palcoscenico della Vita (dt.: Bühne des Lebens), auf dem eine Gruppe von Frauen und Männern dargestellt ist, die an einer Balustrade lehnt, die mit festlich wehenden Girlanden und Blumensträußen versehen ist. Das Ensemble verfügt über ein reiches Dekor, das durch böhmische Kristalllampen bereichert wird.
In diesen Jahren nahm die Burg ihre endgültige Form an und war keine ruinierte Festung mehr, sondern wurde zu einer schönen Burg, reich an Kunstwerken, einem Adelssitz, der seines Namens würdig war. Nach dem Zweiten Weltkrieg zog die Familie Compagna endgültig nach Neapel um und für die Burg brach eine Zeit des Stillstands und Verfalls an.
Im Salon ist der kleine Marmorkamin ein Werk des Bildhauers Francesco Jerace, eines engen Freundes des Grafen Compagna.

### Nach den Compagnas
1970 konnte die Familie Compagna die Kosten der Verwaltung der Burg nicht mehr aufbringen und bot die Burg für eine symbolische Summe von 20 Mio. Lire der Gemeinde an, die das Angebot aber nicht annahm, da sie Angst vor den hohen Kosten hatte, die für die Renovierung und Verwaltung nötig gewesen wären. Stattdessen kaufte sie die erzbischöfliche Liegenschaftsverwaltung von Rossano unter der Leitung von Mons. Santo Bergamo am 8. August 1971.
Der Kurie von Rossano wurde ziemlich bald klar, dass sie kein gutes Geschäft gemacht hatte. Die Burg ist prestigeträchtig, aber auch überproportional teuer in der Unterhaltung im Hinblick auf ihre Nutzung als Vorschule unter Leitung von Nonnen. So begannen Mitte der 1970er-Jahre geheime Verhandlungen zwischen der Kurie, vertreten durch den Bischof Antonio Cantisani und der Gemeinde Corigliano Calabro, vertreten durch den Bürgermeister Franco Pistoia. Die Verhandlungen kamen zu einem guten Ende und am 15. März 1979 ging die Burg durch vom Notar Dott. Gamma Terzi aus Corigliano Calabro verfasste Urkunde für 65 Mio. Lire in den Besitz der Gemeinde Corigliano Calabro über.

### Restaurierung
Von Anfang stellte sich das Problem der Restaurierung der Immobilie, die sich im Zustand des fortgeschrittenen Verfalls zeigte. 1980 und später nochmals 1983 wurden drei Techniker, der Architekt Mario Candido, der Architekt Leonardo Scarcella und der Bauingenieur Giuseppe Smeriglio mit der Auflage eines Gesamtprojektes der Restaurierung, finanziert durch die EU, betraut.
Nach 14 Jahren der Restaurierung (1988–2002) wurde das Castello di Corigliano Calabro am 15. Dezember 2002 in Anwesenheit des Bürgermeisters von Corigliano Calabro, Giovanni Battista Genova, mit seinem Gemeinderat und des Architekten Mario Candido, der für die Restaurierungsarbeiten verantwortlich war, offiziell der Ortsgemeinde übergeben. Als Repräsentanten der verschiedenen Institutionen waren der Präsident der Provinz Cosenza, Antonio Acri, der Präsident der Region Kalabrien, Giuseppe Chiaravalloti, der ehrenwerte Vittorio Sgarbi und der Vizeminister für Infrastruktur und Transport, der ehrenwerte Mario Tassone, anwesend.

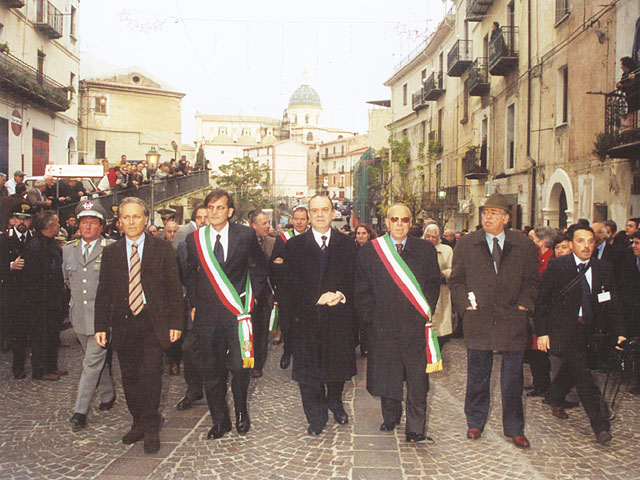
Prozession zur Einweihung
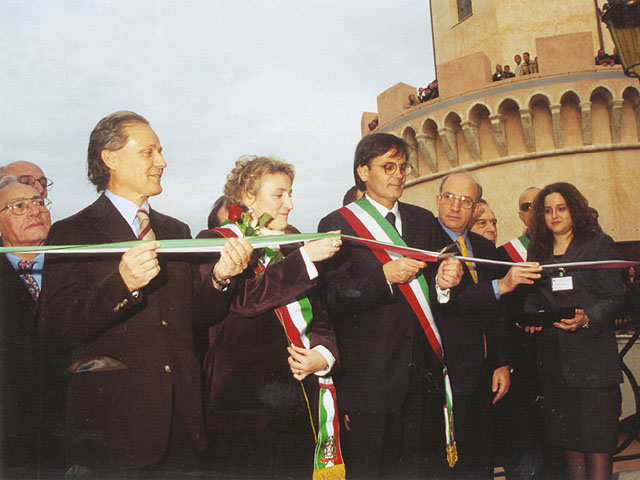
Durchtrennung des Bandes durch Bürgermeister Genova
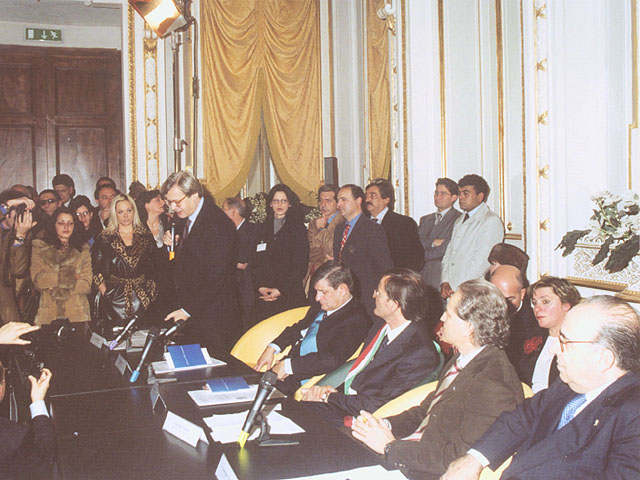
Rede von Vittorio Sgarbi

## Beschreibung
Zahlreiche Räume der Burg können von Besuchern besichtigt werden, z. B. das Mönchsgefängnis, die Küchen aus dem 19. Jahrhundert, die Kapelle des Heiligen Augustinus, die Schlafkammer des Barons und der Baroness, der Spiegelsalon, der Speisesaal, der Bergfried und der Burggraben.

### Die Kapelle des Heiligen Augustinus

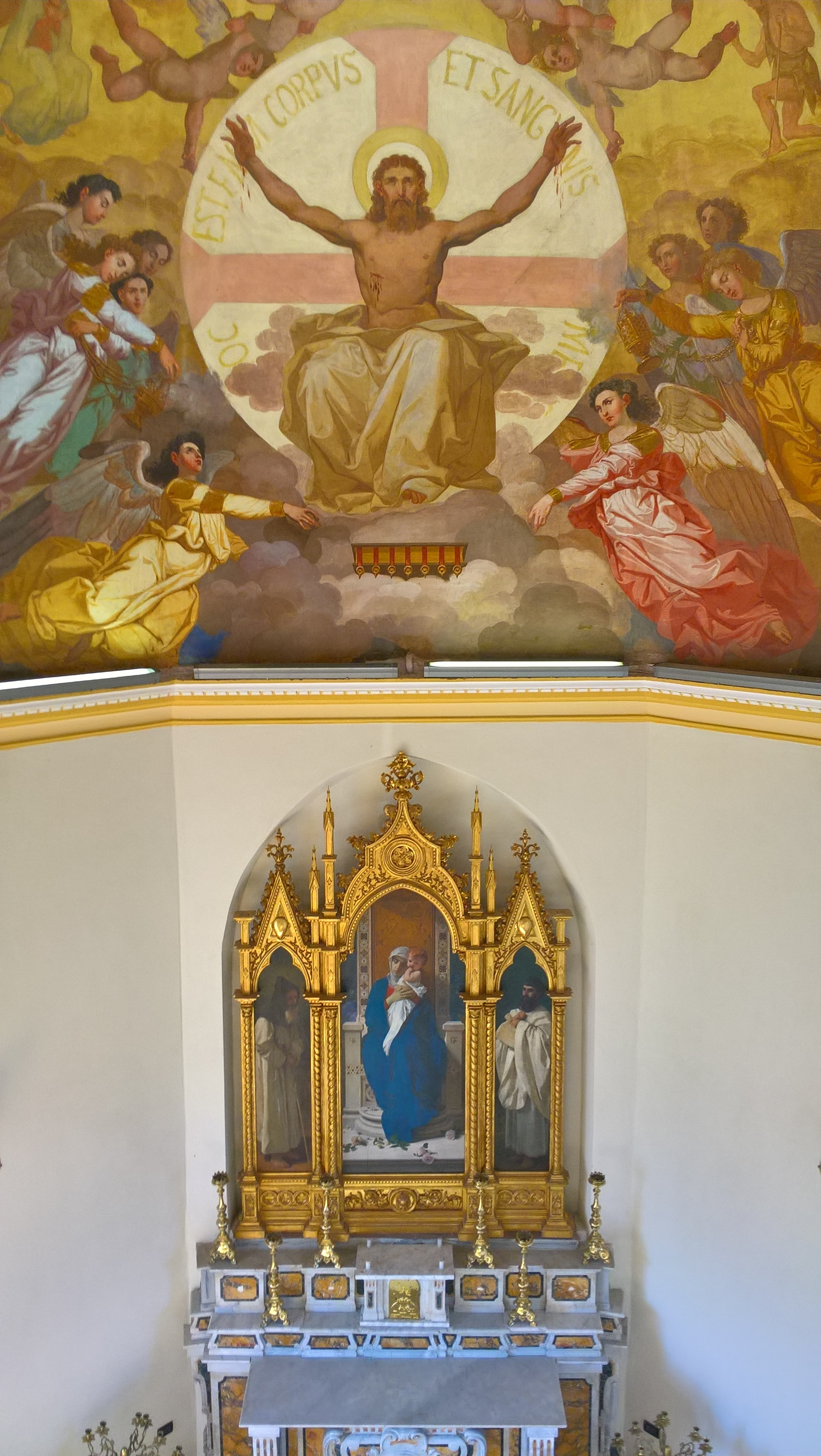
Teil der Kuppel mit dem Altar mit Triptychon

Die Kapelle des Heiligen Augustinus wurde gegen Ende der 1650er-Jahre als kleines, privates Oratorium im Inneren des Westturmes der herzoglichen Burg auf Geheiß des ersten Herzogs von Perigliano, Agostino II. Saluzzo (1608–1700) errichtet. Der Bau mit achteckigem Grundriss wurde von dem ligurischen Maler Girolamo Varni, einem bis dahin wenig bekannten Künstler, der zwischen Neapel und Florenz aktiv war, mit Fresken versehen.
Es war der Baron Luigi Compagna (1823–1872), der das Werk 1861 in Auftrag gab, und der den Künstler damit weitere vier Jahre beschäftigt sah, sowohl mit der Dekoration der kleinen Kapelle als auch in anderen Räumen im Inneren und außen an der Burg. Der Maestro hinterließ an diesem Ort, entlang der zylindrischen Oberfläche der Laterne, seine Unterschrift Girolamo Varni di (...) comonciava il dì 19 febbraio 18(...) (dt.: Girolamo Varni aus (...) begann am 19. Februar 18(...)).
Wenige Jahre später wurden die Fresken vollständig bedeckt, fast sicher auf Geheiß des verehrten neapolitanischen Meisters Domenico Morelli (1823–1901), den der Baron Compagno 1867 mit dem Triptychon Salve Regina! La vergine delle rose (dt.: Sei gegrüßt, Königin! Die Jungfrau der Rosen) beauftragt hatte. Dieses Werk ist vor allen Dingen unter dem Namen „Madonna der Rosen, flankiert vom Heiligen Augustinus und dem heiligen Abt Antonius“ bekannt. Das Triptychon wurde erst 1872 fertiggestellt und aufgestellt.
Im Jahre 2000 wurden bei den letzten Restaurierungsarbeiten die Fresken nach mehr als eineinhalb Jahrhunderten des Vergessens wieder ans Licht gebracht und zu altem Glanz restauriert. Es handelt sich dabei um Mischtechnik: Fresko und Halbfresko (Kalkgemälde) mit trockenem Finish.
Es ist klar ersichtlich, dass Girolamo Varni auf dem Fresko in der Kapelle nicht die durch die Debatte, oder besser den theologischen „Disput“ hervorgerufene Spannung wiedergibt, sondern eher die Kontemplation, die Offenbarung der „Wahrheit“ der christlichen Botschaft. Jeder Charakter begleitet den nächsten in einer zunehmenden Bewegung und in einer faszinierenden Folge, die in der Lage ist, sein Ganzes zu offenbaren, als wäre es ein subtiles Skript, die mystische Kraft der Heiligen Schrift als Zeugnis des Glaubens im wirklichen Leben. All dies hat, da das Fresko keinen hat, den Titel „Il trionfo della fede“ (dt.: Der Triumph des Glaubens) erhalten.

### Der Bergfried

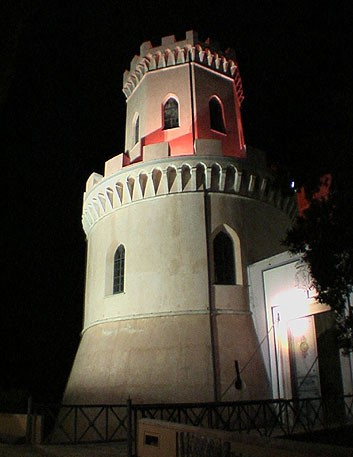
Der Bergfried

Immer schon war der Bergfried das Emblem der Burg für ihre Exzellenz; er erhebt sich mit seiner riesenhaften Struktur, noch heute überraschend mit seiner Erhabenheit der angeschrägten Basis, die gekonnt mit der Eleganz der Bogenfenster und der zinnenbewehrten Türme kombiniert ist.
Als typische Beispiele aragónesischer Militärarchitektur zeigen der Bergfried und die anderen Türme der Burg zylindrische Formen mit größerer Basis und Anschrägung, die sich bis auf 2/3 der Turmhöhe hinaufzieht. Die Seele des Bergfrieds ist die schwindelerregende, eiserne Wendeltreppe, die auf Geheiß der Compagnas gebaut wurde und sich über die gesamte Höhe des Turms in einem Crescendo aus Verzierungen und Fresken, die von dem Maler Girolamo Varni aus Florenz um 1870 ausgeführt wurden, um sich selbst dreht. Der Bergfried hat vier Stockwerke und jedes dieser Geschosse unterscheidet sich von den anderen durch seinen Charakter:
- Das erste Geschoss (nicht öffentlich zugänglich), das zum ältesten Teil der Burg gezählt werden muss, ist nur an der Gewölbedecke mit Fresken versehen, die monochromatische, geometrische Motive zeigen.
- Der zweite Stock ist das reichste der vier Geschosse und enthält Fresken mit Episoden aus Das befreite Jerusalem von Torquato Tasso.[2]
- Im dritten Stockwerk sind die vier Kardinaltugenden (Stärke, Umsicht, Gerechtigkeit und Mäßigung), alternierend mit und begleitet von Szenen aus der griechisch-römischen Mythologie, dargestellt.[2]
- Im vierten und obersten Geschoss des Bergfrieds (nicht öffentlich zugänglich) findet man Fresken auf zahlreichen Schilden, die in regelmäßigen Abständen entlang des Umfangs des Gewölbes dargestellt sind; darunter stechen majestätische Figuren hervor, die auf dem Thron sitzen, umwunden von den Symbolen ihrer Macht.

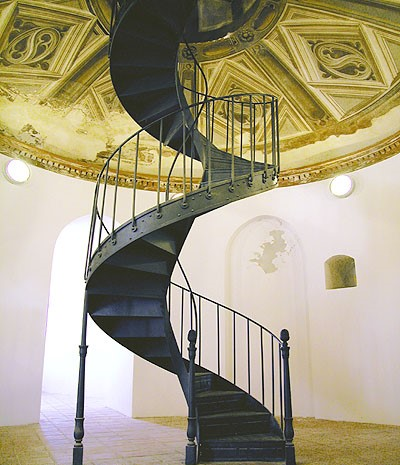
Erdgeschoss mit Wendeltreppe
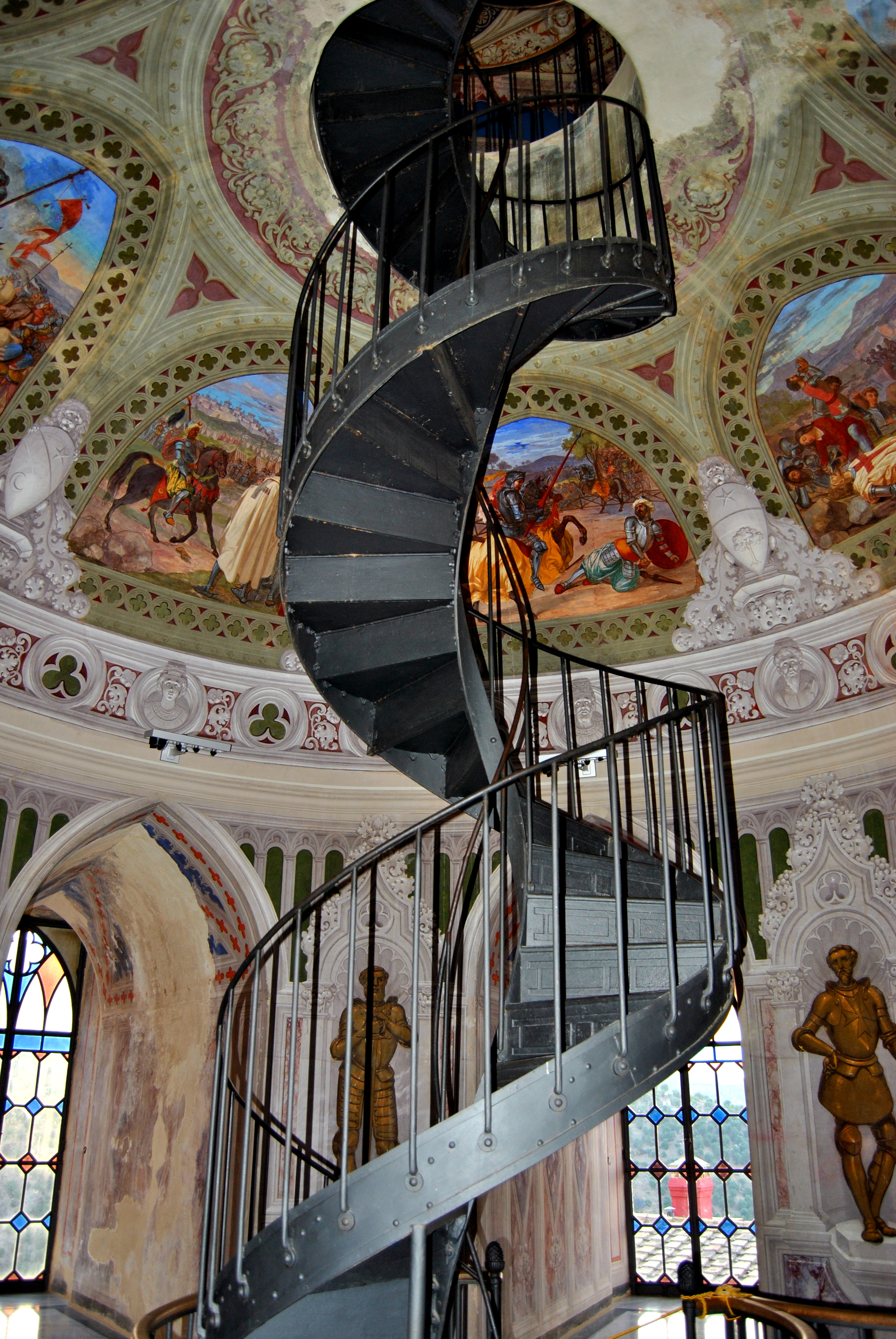
Erstes Obergeschoss
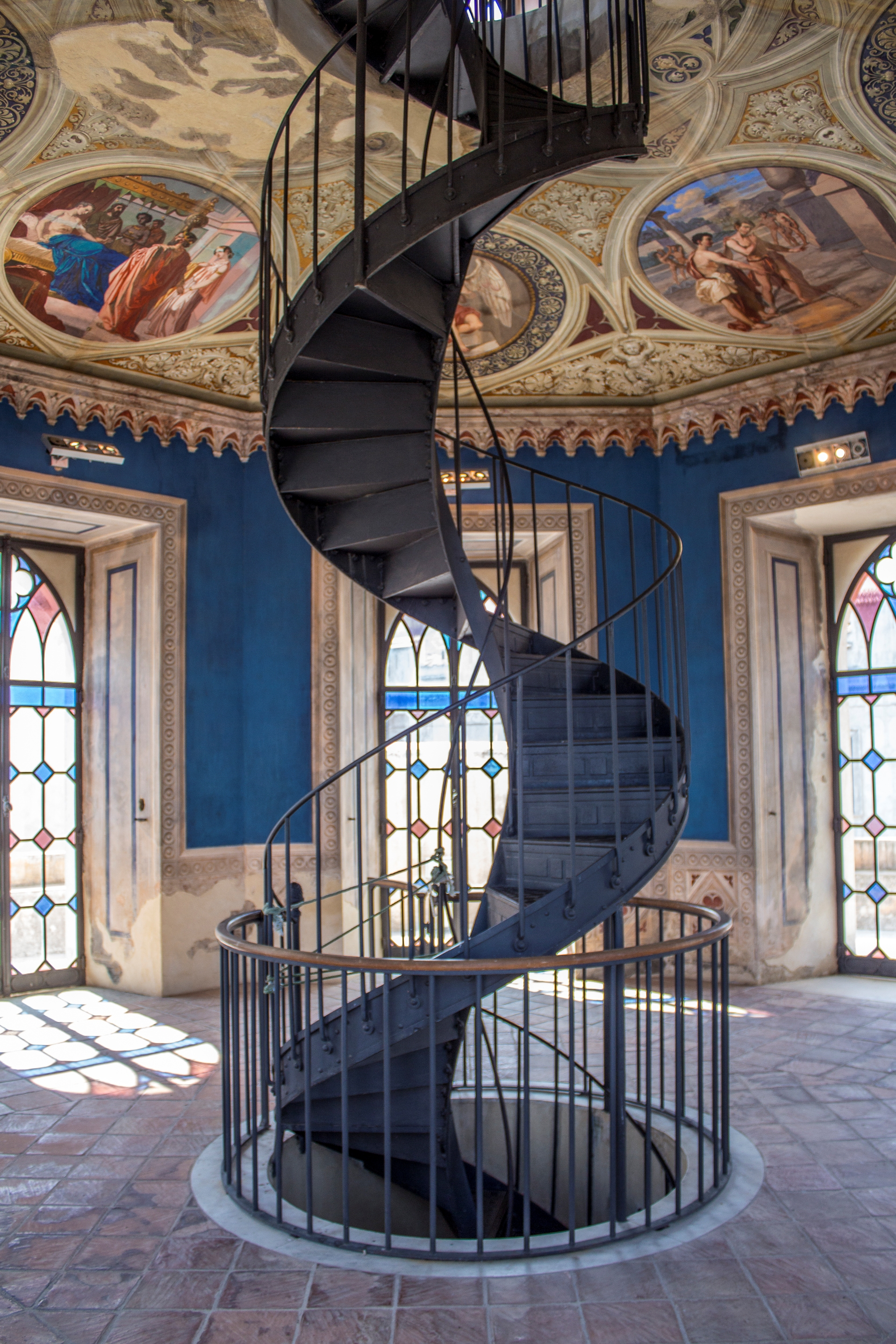
Zweites Obergeschoss
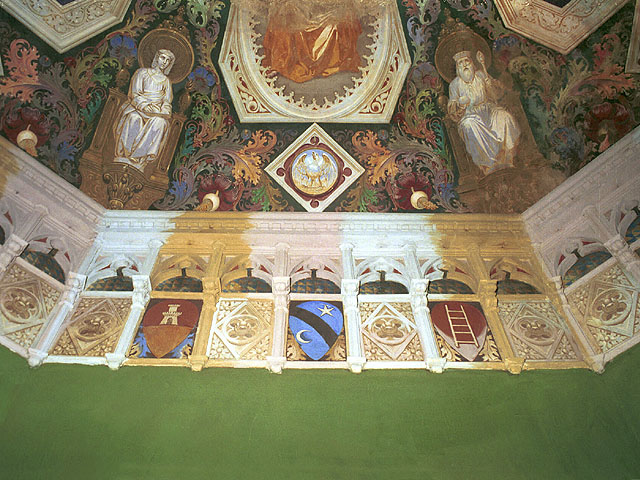
Eine Fassade des dritten Obergeschosses